# Антоніу Лебо Лебо
Антоніу Лебо Лебо (порт. António Lebo Lebo, нар. 29 травня 1977, Маланже) — ангольський футболіст, що грав на позиції захисника.
Виступав, зокрема, за клуби «Саграда Есперанса», «Петру Атлетіку» та «Рекреатіву ду Ліболу», а також національну збірну Анголи.

## Клубна кар'єра
Він виграв національний чемпіонат у складі клубу «Саграда Есперанса», ним цікавилися російські клуби, але в підсумку перейшов до найпринциповішого суперника «Сагради», «Петру Атлетіку».В 2009 році виступав у «Рекреатіву ду Ліболу», разом з яким став срібним призером Жираболи. Наступного сезону в складі клубу виступав у Лізі чемпіонів. Проте вже в першому ж раунді його команда поступилася АПР з Руанди й вибула з турніру. Потім мав пропозиції від російських та катарських клубів, проте віддав перевагу бразильському футболу, де захищав кольори «Брагантіно» та «Дуке-ді-Кашаеш», на правах оренди.  Спочатку зіграв лише дві гри і був повернутий до клубу, якому належив, «Аль-Джазіда». У тому ж році він повернувся до Бразилії, щоб виступати в складі «Дуке-ді-Кашаеш» на правах оренди, але отримав травму щиколотки і не виходив на поле. Навіть не тренувався з «Дуке-ді-Кашаеш».

## Виступи за збірну
2004 року дебютував в офіційних матчах у складі національної збірної Анголи. Протягом кар'єри у національній команді, яка тривала усього 3 роки, провів у формі головної команди країни 15 матчів.
У складі збірної був учасником чемпіонату світу 2006 року у Німеччині, Кубка африканських націй 2006 року в Єгипті. Проте на поле не вийшов під час цих турнірів жодного разу.